# Дуут
Дуут (монг.: Дуут) — сомон аймаку Ховд, Монголія. Площа 2,0тис. км², населення 2,5 тис. Центр сомону селище Дуут лежить за 1400 км від Улан-Батора, за 70 км від міста Кобдо.

## Рельєф
Гори Алтайського хребта та їх відгалуження Дуут хайрхан, Хух серх, Бургедтей (4000 м).

## Клімат
Клімат різко континентальний. Щорічні опади 250—350 мм, середня температура січня −26°С, середня температура липня +13°С.

## Природа
Водяться корсаки, манули, вовки, лисиці.

## Корисні копалини
Запаси залізної руди, кольорових металів та будівельних матеріалів.

## Соціальна сфера
Є школа, лікарня, торговельно-культурні центри.